# Arbre généalogique de Mahomet
Pour un article plus général, voir Mahomet.
 (novembre 2024).
 (novembre 2024).
Si vous disposez d'ouvrages ou d'articles de référence ou si vous connaissez des sites web de qualité traitant du thème abordé ici, merci de compléter l'article en donnant les références utiles à sa vérifiabilité et en les liant à la section « Notes et références ».

## Arbre généalogique
| Kilab ibn Murrah (en)                            | Kilab ibn Murrah (en)                            | Kilab ibn Murrah (en)                            | Kilab ibn Murrah (en)                            | Kilab ibn Murrah (en)                            | Kilab ibn Murrah (en)                            |                                |                                |                                    |                                    |                                    |                                    |                                    |                                    |                                 |                                 |                                   |                                   | Fatimah bint Sa'd (en)                           | Fatimah bint Sa'd (en)                           | Fatimah bint Sa'd (en)                           | Fatimah bint Sa'd (en)                           | Fatimah bint Sa'd (en)                           | Fatimah bint Sa'd (en)                           |                                    |                                    |                                |                                |                               |                               |                               |                               |                                                 |                                                 |                                                 |                                                 |                                                 |                                                 |                                    |                                    |                                  |                                  |                                    |                                    |                                    |                                    |                                    |                                    |  |  |  |  |  |  |
| Kilab ibn Murrah (en)                            | Kilab ibn Murrah (en)                            | Kilab ibn Murrah (en)                            | Kilab ibn Murrah (en)                            | Kilab ibn Murrah (en)                            | Kilab ibn Murrah (en)                            |                                |                                |                                    |                                    |                                    |                                    |                                    |                                    |                                 |                                 |                                   |                                   | Fatimah bint Sa'd (en)                           | Fatimah bint Sa'd (en)                           | Fatimah bint Sa'd (en)                           | Fatimah bint Sa'd (en)                           | Fatimah bint Sa'd (en)                           | Fatimah bint Sa'd (en)                           |                                    |                                    |                                |                                |                               |                               |                               |                               |                                                 |                                                 |                                                 |                                                 |                                                 |                                                 |                                    |                                    |                                  |                                  |                                    |                                    |                                    |                                    |                                    |                                    |  |  |  |  |  |  |
|                                                  |                                                  |                                                  |                                                  |                                                  |                                                  |                                |                                |                                    |                                    |                                    |                                    |                                    |                                    |                                 |                                 |                                   |                                   |                                                  |                                                  |                                                  |                                                  |                                                  |                                                  |                                    |                                    |                                |                                |                               |                               |                               |                               |                                                 |                                                 |                                                 |                                                 |                                                 |                                                 |                                    |                                    |                                  |                                  |                                    |                                    |                                    |                                    |                                    |                                    |  |  |  |  |  |  |
|                                                  |                                                  |                                                  |                                                  |                                                  |                                                  |                                |                                |                                    |                                    |                                    |                                    |                                    |                                    |                                 |                                 |                                   |                                   |                                                  |                                                  |                                                  |                                                  |                                                  |                                                  |                                    |                                    |                                |                                |                               |                               |                               |                               |                                                 |                                                 |                                                 |                                                 |                                                 |                                                 |                                    |                                    |                                  |                                  |                                    |                                    |                                    |                                    |                                    |                                    |  |  |  |  |  |  |
| Zuhrah ibn Kilab (en) progéniteur des Banu lu’ay | Zuhrah ibn Kilab (en) progéniteur des Banu lu’ay | Zuhrah ibn Kilab (en) progéniteur des Banu lu’ay | Zuhrah ibn Kilab (en) progéniteur des Banu lu’ay | Zuhrah ibn Kilab (en) progéniteur des Banu lu’ay | Zuhrah ibn Kilab (en) progéniteur des Banu lu’ay |                                |                                |                                    |                                    |                                    |                                    |                                    |                                    |                                 |                                 |                                   |                                   | Qusay ibn Kilab                                  | Qusay ibn Kilab                                  | Qusay ibn Kilab                                  | Qusay ibn Kilab                                  | Qusay ibn Kilab                                  | Qusay ibn Kilab                                  |                                    |                                    |                                |                                | Hubba bint Hulail             | Hubba bint Hulail             | Hubba bint Hulail             | Hubba bint Hulail             | Hubba bint Hulail                               | Hubba bint Hulail                               |                                                 |                                                 |                                                 |                                                 |                                    |                                    |                                  |                                  |                                    |                                    |                                    |                                    |                                    |                                    |  |  |  |  |  |  |
| Zuhrah ibn Kilab (en) progéniteur des Banu lu’ay | Zuhrah ibn Kilab (en) progéniteur des Banu lu’ay | Zuhrah ibn Kilab (en) progéniteur des Banu lu’ay | Zuhrah ibn Kilab (en) progéniteur des Banu lu’ay | Zuhrah ibn Kilab (en) progéniteur des Banu lu’ay | Zuhrah ibn Kilab (en) progéniteur des Banu lu’ay |                                |                                |                                    |                                    |                                    |                                    |                                    |                                    |                                 |                                 |                                   |                                   | Qusay ibn Kilab                                  | Qusay ibn Kilab                                  | Qusay ibn Kilab                                  | Qusay ibn Kilab                                  | Qusay ibn Kilab                                  | Qusay ibn Kilab                                  |                                    |                                    |                                |                                | Hubba bint Hulail             | Hubba bint Hulail             | Hubba bint Hulail             | Hubba bint Hulail             | Hubba bint Hulail                               | Hubba bint Hulail                               |                                                 |                                                 |                                                 |                                                 |                                    |                                    |                                  |                                  |                                    |                                    |                                    |                                    |                                    |                                    |  |  |  |  |  |  |
|                                                  |                                                  |                                                  |                                                  |                                                  |                                                  |                                |                                |                                    |                                    |                                    |                                    |                                    |                                    |                                 |                                 |                                   |                                   |                                                  |                                                  |                                                  |                                                  |                                                  |                                                  |                                    |                                    |                                |                                |                               |                               |                               |                               |                                                 |                                                 |                                                 |                                                 |                                                 |                                                 |                                    |                                    |                                  |                                  |                                    |                                    |                                    |                                    |                                    |                                    |  |  |  |  |  |  |
| Abd Manaf ibn Zuhrah                             | Abd Manaf ibn Zuhrah                             | Abd Manaf ibn Zuhrah                             | Abd Manaf ibn Zuhrah                             | Abd Manaf ibn Zuhrah                             | Abd Manaf ibn Zuhrah                             |                                |                                |                                    |                                    |                                    |                                    |                                    |                                    |                                 |                                 |                                   |                                   | Abd Manaf ibn Qusay                              | Abd Manaf ibn Qusay                              | Abd Manaf ibn Qusay                              | Abd Manaf ibn Qusay                              | Abd Manaf ibn Qusay                              | Abd Manaf ibn Qusay                              |                                    |                                    |                                |                                | Atikah bint Murrah (en)       | Atikah bint Murrah (en)       | Atikah bint Murrah (en)       | Atikah bint Murrah (en)       | Atikah bint Murrah (en)                         | Atikah bint Murrah (en)                         |                                                 |                                                 |                                                 |                                                 |                                    |                                    |                                  |                                  |                                    |                                    |                                    |                                    |                                    |                                    |  |  |  |  |  |  |
| Abd Manaf ibn Zuhrah                             | Abd Manaf ibn Zuhrah                             | Abd Manaf ibn Zuhrah                             | Abd Manaf ibn Zuhrah                             | Abd Manaf ibn Zuhrah                             | Abd Manaf ibn Zuhrah                             |                                |                                |                                    |                                    |                                    |                                    |                                    |                                    |                                 |                                 |                                   |                                   | Abd Manaf ibn Qusay                              | Abd Manaf ibn Qusay                              | Abd Manaf ibn Qusay                              | Abd Manaf ibn Qusay                              | Abd Manaf ibn Qusay                              | Abd Manaf ibn Qusay                              |                                    |                                    |                                |                                | Atikah bint Murrah (en)       | Atikah bint Murrah (en)       | Atikah bint Murrah (en)       | Atikah bint Murrah (en)       | Atikah bint Murrah (en)                         | Atikah bint Murrah (en)                         |                                                 |                                                 |                                                 |                                                 |                                    |                                    |                                  |                                  |                                    |                                    |                                    |                                    |                                    |                                    |  |  |  |  |  |  |
|                                                  |                                                  |                                                  |                                                  |                                                  |                                                  |                                |                                |                                    |                                    |                                    |                                    |                                    |                                    |                                 |                                 |                                   |                                   |                                                  |                                                  |                                                  |                                                  |                                                  |                                                  |                                    |                                    |                                |                                |                               |                               |                               |                               |                                                 |                                                 |                                                 |                                                 |                                                 |                                                 |                                    |                                    |                                  |                                  |                                    |                                    |                                    |                                    |                                    |                                    |  |  |  |  |  |  |
| Wahb ibn 'Abd Manaf grand-père maternel          | Wahb ibn 'Abd Manaf grand-père maternel          | Wahb ibn 'Abd Manaf grand-père maternel          | Wahb ibn 'Abd Manaf grand-père maternel          | Wahb ibn 'Abd Manaf grand-père maternel          | Wahb ibn 'Abd Manaf grand-père maternel          |                                |                                |                                    |                                    |                                    |                                    |                                    |                                    |                                 |                                 |                                   |                                   | Hachim ibn Abd Manaf progéniteur des Banu Hashim | Hachim ibn Abd Manaf progéniteur des Banu Hashim | Hachim ibn Abd Manaf progéniteur des Banu Hashim | Hachim ibn Abd Manaf progéniteur des Banu Hashim | Hachim ibn Abd Manaf progéniteur des Banu Hashim | Hachim ibn Abd Manaf progéniteur des Banu Hashim |                                    |                                    |                                |                                | Salma bint Amr (en)           | Salma bint Amr (en)           | Salma bint Amr (en)           | Salma bint Amr (en)           | Salma bint Amr (en)                             | Salma bint Amr (en)                             |                                                 |                                                 |                                                 |                                                 |                                    |                                    |                                  |                                  |                                    |                                    |                                    |                                    |                                    |                                    |  |  |  |  |  |  |
| Wahb ibn 'Abd Manaf grand-père maternel          | Wahb ibn 'Abd Manaf grand-père maternel          | Wahb ibn 'Abd Manaf grand-père maternel          | Wahb ibn 'Abd Manaf grand-père maternel          | Wahb ibn 'Abd Manaf grand-père maternel          | Wahb ibn 'Abd Manaf grand-père maternel          |                                |                                |                                    |                                    |                                    |                                    |                                    |                                    |                                 |                                 |                                   |                                   | Hachim ibn Abd Manaf progéniteur des Banu Hashim | Hachim ibn Abd Manaf progéniteur des Banu Hashim | Hachim ibn Abd Manaf progéniteur des Banu Hashim | Hachim ibn Abd Manaf progéniteur des Banu Hashim | Hachim ibn Abd Manaf progéniteur des Banu Hashim | Hachim ibn Abd Manaf progéniteur des Banu Hashim |                                    |                                    |                                |                                | Salma bint Amr (en)           | Salma bint Amr (en)           | Salma bint Amr (en)           | Salma bint Amr (en)           | Salma bint Amr (en)                             | Salma bint Amr (en)                             |                                                 |                                                 |                                                 |                                                 |                                    |                                    |                                  |                                  |                                    |                                    |                                    |                                    |                                    |                                    |  |  |  |  |  |  |
|                                                  |                                                  |                                                  |                                                  |                                                  |                                                  |                                |                                |                                    |                                    |                                    |                                    |                                    |                                    |                                 |                                 |                                   |                                   |                                                  |                                                  |                                                  |                                                  |                                                  |                                                  |                                    |                                    |                                |                                |                               |                               |                               |                               |                                                 |                                                 |                                                 |                                                 |                                                 |                                                 |                                    |                                    |                                  |                                  |                                    |                                    |                                    |                                    |                                    |                                    |  |  |  |  |  |  |
|                                                  |                                                  |                                                  |                                                  |                                                  |                                                  | Fatimah bint Amr (en)          | Fatimah bint Amr (en)          | Fatimah bint Amr (en)              | Fatimah bint Amr (en)              | Fatimah bint Amr (en)              | Fatimah bint Amr (en)              |                                    |                                    |                                 |                                 |                                   |                                   | `Abd al-Muttalib grand-père                      | `Abd al-Muttalib grand-père                      | `Abd al-Muttalib grand-père                      | `Abd al-Muttalib grand-père                      | `Abd al-Muttalib grand-père                      | `Abd al-Muttalib grand-père                      |                                    |                                    |                                |                                |                               |                               |                               |                               |                                                 |                                                 |                                                 |                                                 |                                                 |                                                 | Halah bint Wahb (en)               | Halah bint Wahb (en)               | Halah bint Wahb (en)             | Halah bint Wahb (en)             | Halah bint Wahb (en)               | Halah bint Wahb (en)               |                                    |                                    |                                    |                                    |  |  |  |  |  |  |
|                                                  |                                                  |                                                  |                                                  |                                                  |                                                  | Fatimah bint Amr (en)          | Fatimah bint Amr (en)          | Fatimah bint Amr (en)              | Fatimah bint Amr (en)              | Fatimah bint Amr (en)              | Fatimah bint Amr (en)              |                                    |                                    |                                 |                                 |                                   |                                   | `Abd al-Muttalib grand-père                      | `Abd al-Muttalib grand-père                      | `Abd al-Muttalib grand-père                      | `Abd al-Muttalib grand-père                      | `Abd al-Muttalib grand-père                      | `Abd al-Muttalib grand-père                      |                                    |                                    |                                |                                |                               |                               |                               |                               |                                                 |                                                 |                                                 |                                                 |                                                 |                                                 | Halah bint Wahb (en)               | Halah bint Wahb (en)               | Halah bint Wahb (en)             | Halah bint Wahb (en)             | Halah bint Wahb (en)               | Halah bint Wahb (en)               |                                    |                                    |                                    |                                    |  |  |  |  |  |  |
|                                                  |                                                  |                                                  |                                                  |                                                  |                                                  |                                |                                |                                    |                                    |                                    |                                    |                                    |                                    |                                 |                                 |                                   |                                   |                                                  |                                                  |                                                  |                                                  |                                                  |                                                  |                                    |                                    |                                |                                |                               |                               |                               |                               |                                                 |                                                 |                                                 |                                                 |                                                 |                                                 |                                    |                                    |                                  |                                  |                                    |                                    |                                    |                                    |                                    |                                    |  |  |  |  |  |  |
|                                                  |                                                  |                                                  |                                                  |                                                  |                                                  |                                |                                |                                    |                                    |                                    |                                    |                                    |                                    |                                 |                                 |                                   |                                   |                                                  |                                                  |                                                  |                                                  |                                                  |                                                  |                                    |                                    |                                |                                |                               |                               |                               |                               |                                                 |                                                 |                                                 |                                                 |                                                 |                                                 |                                    |                                    |                                  |                                  |                                    |                                    |                                    |                                    |                                    |                                    |  |  |  |  |  |  |
| Amina bint Wahb mère                             | Amina bint Wahb mère                             | Amina bint Wahb mère                             | Amina bint Wahb mère                             | Amina bint Wahb mère                             | Amina bint Wahb mère                             |                                |                                | `Abdullah père                     | `Abdullah père                     | `Abdullah père                     | `Abdullah père                     | `Abdullah père                     | `Abdullah père                     |                                 |                                 | Abu Talib oncle paternel          | Abu Talib oncle paternel          | Abu Talib oncle paternel                         | Abu Talib oncle paternel                         | Abu Talib oncle paternel                         | Abu Talib oncle paternel                         |                                                  |                                                  | Az-Zubayr (en) oncle paternel      | Az-Zubayr (en) oncle paternel      | Az-Zubayr (en) oncle paternel  | Az-Zubayr (en) oncle paternel  | Az-Zubayr (en) oncle paternel | Az-Zubayr (en) oncle paternel |                               |                               | Harith ibn ‘Abd al-Muttalib (en) oncle paternel | Harith ibn ‘Abd al-Muttalib (en) oncle paternel | Harith ibn ‘Abd al-Muttalib (en) oncle paternel | Harith ibn ‘Abd al-Muttalib (en) oncle paternel | Harith ibn ‘Abd al-Muttalib (en) oncle paternel | Harith ibn ‘Abd al-Muttalib (en) oncle paternel |                                    |                                    | Hamza demi-oncle paternel        | Hamza demi-oncle paternel        | Hamza demi-oncle paternel          | Hamza demi-oncle paternel          | Hamza demi-oncle paternel          | Hamza demi-oncle paternel          |                                    |                                    |  |  |  |  |  |  |
| Amina bint Wahb mère                             | Amina bint Wahb mère                             | Amina bint Wahb mère                             | Amina bint Wahb mère                             | Amina bint Wahb mère                             | Amina bint Wahb mère                             |                                |                                | `Abdullah père                     | `Abdullah père                     | `Abdullah père                     | `Abdullah père                     | `Abdullah père                     | `Abdullah père                     |                                 |                                 | Abu Talib oncle paternel          | Abu Talib oncle paternel          | Abu Talib oncle paternel                         | Abu Talib oncle paternel                         | Abu Talib oncle paternel                         | Abu Talib oncle paternel                         |                                                  |                                                  | Az-Zubayr (en) oncle paternel      | Az-Zubayr (en) oncle paternel      | Az-Zubayr (en) oncle paternel  | Az-Zubayr (en) oncle paternel  | Az-Zubayr (en) oncle paternel | Az-Zubayr (en) oncle paternel |                               |                               | Harith ibn ‘Abd al-Muttalib (en) oncle paternel | Harith ibn ‘Abd al-Muttalib (en) oncle paternel | Harith ibn ‘Abd al-Muttalib (en) oncle paternel | Harith ibn ‘Abd al-Muttalib (en) oncle paternel | Harith ibn ‘Abd al-Muttalib (en) oncle paternel | Harith ibn ‘Abd al-Muttalib (en) oncle paternel |                                    |                                    | Hamza demi-oncle paternel        | Hamza demi-oncle paternel        | Hamza demi-oncle paternel          | Hamza demi-oncle paternel          | Hamza demi-oncle paternel          | Hamza demi-oncle paternel          |                                    |                                    |  |  |  |  |  |  |
|                                                  |                                                  |                                                  |                                                  |                                                  |                                                  |                                |                                |                                    |                                    |                                    |                                    |                                    |                                    |                                 |                                 |                                   |                                   |                                                  |                                                  |                                                  |                                                  |                                                  |                                                  |                                    |                                    |                                |                                |                               |                               |                               |                               |                                                 |                                                 |                                                 |                                                 |                                                 |                                                 |                                    |                                    |                                  |                                  |                                    |                                    |                                    |                                    |                                    |                                    |  |  |  |  |  |  |
|                                                  |                                                  |                                                  |                                                  |                                                  |                                                  |                                |                                |                                    |                                    |                                    |                                    |                                    |                                    |                                 |                                 |                                   |                                   |                                                  |                                                  |                                                  |                                                  |                                                  |                                                  |                                    |                                    |                                |                                |                               |                               |                               |                               |                                                 |                                                 |                                                 |                                                 |                                                 |                                                 |                                    |                                    |                                  |                                  |                                    |                                    |                                    |                                    |                                    |                                    |  |  |  |  |  |  |
| Thuwaybah (en) 1e nourice                        | Thuwaybah (en) 1e nourice                        | Thuwaybah (en) 1e nourice                        | Thuwaybah (en) 1e nourice                        | Thuwaybah (en) 1e nourice                        | Thuwaybah (en) 1e nourice                        |                                |                                | Halimah bint Abi Dhuayb 2e nourice | Halimah bint Abi Dhuayb 2e nourice | Halimah bint Abi Dhuayb 2e nourice | Halimah bint Abi Dhuayb 2e nourice | Halimah bint Abi Dhuayb 2e nourice | Halimah bint Abi Dhuayb 2e nourice |                                 |                                 |                                   |                                   |                                                  |                                                  | `Abbas demi-oncle paternel                       | `Abbas demi-oncle paternel                       | `Abbas demi-oncle paternel                       | `Abbas demi-oncle paternel                       | `Abbas demi-oncle paternel         | `Abbas demi-oncle paternel         |                                |                                | Abu Lahab demi-oncle paternel | Abu Lahab demi-oncle paternel | Abu Lahab demi-oncle paternel | Abu Lahab demi-oncle paternel | Abu Lahab demi-oncle paternel                   | Abu Lahab demi-oncle paternel                   |                                                 |                                                 | 6 autres fils et 6 autres filles                | 6 autres fils et 6 autres filles                | 6 autres fils et 6 autres filles   | 6 autres fils et 6 autres filles   | 6 autres fils et 6 autres filles | 6 autres fils et 6 autres filles |                                    |                                    |                                    |                                    |                                    |                                    |  |  |  |  |  |  |
| Thuwaybah (en) 1e nourice                        | Thuwaybah (en) 1e nourice                        | Thuwaybah (en) 1e nourice                        | Thuwaybah (en) 1e nourice                        | Thuwaybah (en) 1e nourice                        | Thuwaybah (en) 1e nourice                        |                                |                                | Halimah bint Abi Dhuayb 2e nourice | Halimah bint Abi Dhuayb 2e nourice | Halimah bint Abi Dhuayb 2e nourice | Halimah bint Abi Dhuayb 2e nourice | Halimah bint Abi Dhuayb 2e nourice | Halimah bint Abi Dhuayb 2e nourice |                                 |                                 |                                   |                                   |                                                  |                                                  | `Abbas demi-oncle paternel                       | `Abbas demi-oncle paternel                       | `Abbas demi-oncle paternel                       | `Abbas demi-oncle paternel                       | `Abbas demi-oncle paternel         | `Abbas demi-oncle paternel         |                                |                                | Abu Lahab demi-oncle paternel | Abu Lahab demi-oncle paternel | Abu Lahab demi-oncle paternel | Abu Lahab demi-oncle paternel | Abu Lahab demi-oncle paternel                   | Abu Lahab demi-oncle paternel                   |                                                 |                                                 | 6 autres fils et 6 autres filles                | 6 autres fils et 6 autres filles                | 6 autres fils et 6 autres filles   | 6 autres fils et 6 autres filles   | 6 autres fils et 6 autres filles | 6 autres fils et 6 autres filles |                                    |                                    |                                    |                                    |                                    |                                    |  |  |  |  |  |  |
|                                                  |                                                  |                                                  |                                                  | Muḥammad (Mahomet)                               | Muḥammad (Mahomet)                               | Muḥammad (Mahomet)             | Muḥammad (Mahomet)             | Muḥammad (Mahomet)                 | Muḥammad (Mahomet)                 |                                    |                                    | Khadija 1e épouse                  | Khadija 1e épouse                  | Khadija 1e épouse               | Khadija 1e épouse               | Khadija 1e épouse                 | Khadija 1e épouse                 |                                                  |                                                  | Abdullah ibn Abbas cousin paternel               | Abdullah ibn Abbas cousin paternel               | Abdullah ibn Abbas cousin paternel               | Abdullah ibn Abbas cousin paternel               | Abdullah ibn Abbas cousin paternel | Abdullah ibn Abbas cousin paternel |                                |                                |                               |                               |                               |                               |                                                 |                                                 |                                                 |                                                 |                                                 |                                                 |                                    |                                    |                                  |                                  |                                    |                                    |                                    |                                    |                                    |                                    |  |  |  |  |  |  |
|                                                  |                                                  |                                                  |                                                  | Muḥammad (Mahomet)                               | Muḥammad (Mahomet)                               | Muḥammad (Mahomet)             | Muḥammad (Mahomet)             | Muḥammad (Mahomet)                 | Muḥammad (Mahomet)                 |                                    |                                    | Khadija 1e épouse                  | Khadija 1e épouse                  | Khadija 1e épouse               | Khadija 1e épouse               | Khadija 1e épouse                 | Khadija 1e épouse                 |                                                  |                                                  | Abdullah ibn Abbas cousin paternel               | Abdullah ibn Abbas cousin paternel               | Abdullah ibn Abbas cousin paternel               | Abdullah ibn Abbas cousin paternel               | Abdullah ibn Abbas cousin paternel | Abdullah ibn Abbas cousin paternel |                                |                                |                               |                               |                               |                               |                                                 |                                                 |                                                 |                                                 |                                                 |                                                 |                                    |                                    |                                  |                                  |                                    |                                    |                                    |                                    |                                    |                                    |  |  |  |  |  |  |
|                                                  |                                                  |                                                  |                                                  |                                                  |                                                  |                                |                                |                                    |                                    |                                    |                                    |                                    |                                    |                                 |                                 |                                   |                                   |                                                  |                                                  |                                                  |                                                  |                                                  |                                                  |                                    |                                    |                                |                                |                               |                               |                               |                               |                                                 |                                                 |                                                 |                                                 |                                                 |                                                 |                                    |                                    |                                  |                                  |                                    |                                    |                                    |                                    |                                    |                                    |  |  |  |  |  |  |
|                                                  |                                                  |                                                  |                                                  |                                                  |                                                  |                                |                                |                                    |                                    |                                    |                                    |                                    |                                    |                                 |                                 |                                   |                                   |                                                  |                                                  |                                                  |                                                  |                                                  |                                                  |                                    |                                    |                                |                                |                               |                               |                               |                               |                                                 |                                                 |                                                 |                                                 |                                                 |                                                 |                                    |                                    |                                  |                                  |                                    |                                    |                                    |                                    |                                    |                                    |  |  |  |  |  |  |
|                                                  |                                                  |                                                  |                                                  |                                                  |                                                  | Fatima Zahra fille             | Fatima Zahra fille             | Fatima Zahra fille                 | Fatima Zahra fille                 | Fatima Zahra fille                 | Fatima Zahra fille                 |                                    |                                    |                                 |                                 | Ali ibn Abi Talib cousin paternel | Ali ibn Abi Talib cousin paternel | Ali ibn Abi Talib cousin paternel                | Ali ibn Abi Talib cousin paternel                | Ali ibn Abi Talib cousin paternel                | Ali ibn Abi Talib cousin paternel                |                                                  |                                                  |                                    |                                    |                                |                                |                               |                               | Qasim fils                    | Qasim fils                    | Qasim fils                                      | Qasim fils                                      | Qasim fils                                      | Qasim fils                                      |                                                 |                                                 | Abdullah (en) fils                 | Abdullah (en) fils                 | Abdullah (en) fils               | Abdullah (en) fils               | Abdullah (en) fils                 | Abdullah (en) fils                 |                                    |                                    |                                    |                                    |  |  |  |  |  |  |
|                                                  |                                                  |                                                  |                                                  |                                                  |                                                  | Fatima Zahra fille             | Fatima Zahra fille             | Fatima Zahra fille                 | Fatima Zahra fille                 | Fatima Zahra fille                 | Fatima Zahra fille                 |                                    |                                    |                                 |                                 | Ali ibn Abi Talib cousin paternel | Ali ibn Abi Talib cousin paternel | Ali ibn Abi Talib cousin paternel                | Ali ibn Abi Talib cousin paternel                | Ali ibn Abi Talib cousin paternel                | Ali ibn Abi Talib cousin paternel                |                                                  |                                                  |                                    |                                    |                                |                                |                               |                               | Qasim fils                    | Qasim fils                    | Qasim fils                                      | Qasim fils                                      | Qasim fils                                      | Qasim fils                                      |                                                 |                                                 | Abdullah (en) fils                 | Abdullah (en) fils                 | Abdullah (en) fils               | Abdullah (en) fils               | Abdullah (en) fils                 | Abdullah (en) fils                 |                                    |                                    |                                    |                                    |  |  |  |  |  |  |
|                                                  |                                                  |                                                  |                                                  |                                                  |                                                  |                                |                                |                                    |                                    |                                    |                                    |                                    |                                    |                                 |                                 |                                   |                                   |                                                  |                                                  |                                                  |                                                  |                                                  |                                                  |                                    |                                    |                                |                                |                               |                               |                               |                               |                                                 |                                                 |                                                 |                                                 |                                                 |                                                 |                                    |                                    |                                  |                                  |                                    |                                    |                                    |                                    |                                    |                                    |  |  |  |  |  |  |
|                                                  |                                                  |                                                  |                                                  |                                                  |                                                  |                                |                                |                                    |                                    |                                    |                                    |                                    |                                    |                                 |                                 |                                   |                                   |                                                  |                                                  |                                                  |                                                  |                                                  |                                                  |                                    |                                    |                                |                                |                               |                               |                               |                               |                                                 |                                                 |                                                 |                                                 |                                                 |                                                 |                                    |                                    |                                  |                                  |                                    |                                    |                                    |                                    |                                    |                                    |  |  |  |  |  |  |
|                                                  |                                                  |                                                  |                                                  |                                                  |                                                  |                                |                                |                                    |                                    | Zaynab petite cousine              | Zaynab petite cousine              | Zaynab petite cousine              | Zaynab petite cousine              | Zaynab petite cousine           | Zaynab petite cousine           |                                   |                                   | Ruqayya fille                                    | Ruqayya fille                                    | Ruqayya fille                                    | Ruqayya fille                                    | Ruqayya fille                                    | Ruqayya fille                                    |                                    |                                    | Othmân ibn Affân beau fils     | Othmân ibn Affân beau fils     | Othmân ibn Affân beau fils    | Othmân ibn Affân beau fils    | Othmân ibn Affân beau fils    | Othmân ibn Affân beau fils    |                                                 |                                                 | Oumm Koulthoum                                  | Oumm Koulthoum                                  | Oumm Koulthoum                                  | Oumm Koulthoum                                  | Oumm Koulthoum                     | Oumm Koulthoum                     |                                  |                                  | Zayd ibn Harithah fils adoptif     | Zayd ibn Harithah fils adoptif     | Zayd ibn Harithah fils adoptif     | Zayd ibn Harithah fils adoptif     | Zayd ibn Harithah fils adoptif     | Zayd ibn Harithah fils adoptif     |  |  |  |  |  |  |
|                                                  |                                                  |                                                  |                                                  |                                                  |                                                  |                                |                                |                                    |                                    | Zaynab petite cousine              | Zaynab petite cousine              | Zaynab petite cousine              | Zaynab petite cousine              | Zaynab petite cousine           | Zaynab petite cousine           |                                   |                                   | Ruqayya fille                                    | Ruqayya fille                                    | Ruqayya fille                                    | Ruqayya fille                                    | Ruqayya fille                                    | Ruqayya fille                                    |                                    |                                    | Othmân ibn Affân beau fils     | Othmân ibn Affân beau fils     | Othmân ibn Affân beau fils    | Othmân ibn Affân beau fils    | Othmân ibn Affân beau fils    | Othmân ibn Affân beau fils    |                                                 |                                                 | Oumm Koulthoum                                  | Oumm Koulthoum                                  | Oumm Koulthoum                                  | Oumm Koulthoum                                  | Oumm Koulthoum                     | Oumm Koulthoum                     |                                  |                                  | Zayd ibn Harithah fils adoptif     | Zayd ibn Harithah fils adoptif     | Zayd ibn Harithah fils adoptif     | Zayd ibn Harithah fils adoptif     | Zayd ibn Harithah fils adoptif     | Zayd ibn Harithah fils adoptif     |  |  |  |  |  |  |
|                                                  |                                                  |                                                  |                                                  |                                                  |                                                  |                                |                                |                                    |                                    |                                    |                                    |                                    |                                    |                                 |                                 |                                   |                                   |                                                  |                                                  |                                                  |                                                  |                                                  |                                                  |                                    |                                    |                                |                                |                               |                               |                               |                               |                                                 |                                                 |                                                 |                                                 |                                                 |                                                 |                                    |                                    |                                  |                                  |                                    |                                    |                                    |                                    |                                    |                                    |  |  |  |  |  |  |
|                                                  |                                                  |                                                  |                                                  |                                                  |                                                  |                                |                                |                                    |                                    |                                    |                                    |                                    |                                    |                                 |                                 |                                   |                                   |                                                  |                                                  |                                                  |                                                  |                                                  |                                                  |                                    |                                    |                                |                                |                               |                               |                               |                               |                                                 |                                                 |                                                 |                                                 |                                                 |                                                 |                                    |                                    |                                  |                                  |                                    |                                    |                                    |                                    |                                    |                                    |  |  |  |  |  |  |
|                                                  |                                                  |                                                  |                                                  |                                                  |                                                  | Ali ibn Zainab petit-fils      | Ali ibn Zainab petit-fils      | Ali ibn Zainab petit-fils          | Ali ibn Zainab petit-fils          | Ali ibn Zainab petit-fils          | Ali ibn Zainab petit-fils          |                                    |                                    | Umamah bint Zainab petite-fille | Umamah bint Zainab petite-fille | Umamah bint Zainab petite-fille   | Umamah bint Zainab petite-fille   | Umamah bint Zainab petite-fille                  | Umamah bint Zainab petite-fille                  |                                                  |                                                  | Abdullah ibn Uthman petit-fils                   | Abdullah ibn Uthman petit-fils                   | Abdullah ibn Uthman petit-fils     | Abdullah ibn Uthman petit-fils     | Abdullah ibn Uthman petit-fils | Abdullah ibn Uthman petit-fils |                               |                               |                               |                               |                                                 |                                                 | Rayhana mariage contesté                        | Rayhana mariage contesté                        | Rayhana mariage contesté                        | Rayhana mariage contesté                        | Rayhana mariage contesté           | Rayhana mariage contesté           |                                  |                                  | Ousama ibn Zayd petit-fils adoptif | Ousama ibn Zayd petit-fils adoptif | Ousama ibn Zayd petit-fils adoptif | Ousama ibn Zayd petit-fils adoptif | Ousama ibn Zayd petit-fils adoptif | Ousama ibn Zayd petit-fils adoptif |  |  |  |  |  |  |
|                                                  |                                                  |                                                  |                                                  |                                                  |                                                  | Ali ibn Zainab petit-fils      | Ali ibn Zainab petit-fils      | Ali ibn Zainab petit-fils          | Ali ibn Zainab petit-fils          | Ali ibn Zainab petit-fils          | Ali ibn Zainab petit-fils          |                                    |                                    | Umamah bint Zainab petite-fille | Umamah bint Zainab petite-fille | Umamah bint Zainab petite-fille   | Umamah bint Zainab petite-fille   | Umamah bint Zainab petite-fille                  | Umamah bint Zainab petite-fille                  |                                                  |                                                  | Abdullah ibn Uthman petit-fils                   | Abdullah ibn Uthman petit-fils                   | Abdullah ibn Uthman petit-fils     | Abdullah ibn Uthman petit-fils     | Abdullah ibn Uthman petit-fils | Abdullah ibn Uthman petit-fils |                               |                               |                               |                               |                                                 |                                                 | Rayhana mariage contesté                        | Rayhana mariage contesté                        | Rayhana mariage contesté                        | Rayhana mariage contesté                        | Rayhana mariage contesté           | Rayhana mariage contesté           |                                  |                                  | Ousama ibn Zayd petit-fils adoptif | Ousama ibn Zayd petit-fils adoptif | Ousama ibn Zayd petit-fils adoptif | Ousama ibn Zayd petit-fils adoptif | Ousama ibn Zayd petit-fils adoptif | Ousama ibn Zayd petit-fils adoptif |  |  |  |  |  |  |
|                                                  |                                                  |                                                  |                                                  |                                                  |                                                  |                                |                                |                                    |                                    |                                    |                                    |                                    |                                    |                                 |                                 |                                   |                                   |                                                  |                                                  |                                                  |                                                  |                                                  |                                                  |                                    |                                    |                                |                                |                               |                               |                               |                               |                                                 |                                                 |                                                 |                                                 |                                                 |                                                 |                                    |                                    |                                  |                                  |                                    |                                    |                                    |                                    |                                    |                                    |  |  |  |  |  |  |
|                                                  |                                                  |                                                  |                                                  |                                                  |                                                  |                                |                                |                                    |                                    |                                    |                                    |                                    |                                    |                                 |                                 |                                   |                                   |                                                  |                                                  |                                                  |                                                  |                                                  |                                                  |                                    |                                    |                                |                                |                               |                               |                               |                               |                                                 |                                                 |                                                 |                                                 |                                                 |                                                 |                                    |                                    |                                  |                                  |                                    |                                    |                                    |                                    |                                    |                                    |  |  |  |  |  |  |
|                                                  |                                                  | Muhsin ibn Ali (en) petit-fils                   | Muhsin ibn Ali (en) petit-fils                   | Muhsin ibn Ali (en) petit-fils                   | Muhsin ibn Ali (en) petit-fils                   | Muhsin ibn Ali (en) petit-fils | Muhsin ibn Ali (en) petit-fils |                                    |                                    | Hassan                             | Hassan                             | Hassan                             | Hassan                             | Hassan                          | Hassan                          |                                   |                                   | Hussein                                          | Hussein                                          | Hussein                                          | Hussein                                          | Hussein                                          | Hussein                                          |                                    |                                    | Oumm Khoulthoum                | Oumm Khoulthoum                | Oumm Khoulthoum               | Oumm Khoulthoum               | Oumm Khoulthoum               | Oumm Khoulthoum               |                                                 |                                                 | Zaynab bint Ali                                 | Zaynab bint Ali                                 | Zaynab bint Ali                                 | Zaynab bint Ali                                 | Zaynab bint Ali                    | Zaynab bint Ali                    |                                  |                                  | Safiya 10e ou 11e épouse*          | Safiya 10e ou 11e épouse*          | Safiya 10e ou 11e épouse*          | Safiya 10e ou 11e épouse*          | Safiya 10e ou 11e épouse*          | Safiya 10e ou 11e épouse*          |  |  |  |  |  |  |
|                                                  |                                                  | Muhsin ibn Ali (en) petit-fils                   | Muhsin ibn Ali (en) petit-fils                   | Muhsin ibn Ali (en) petit-fils                   | Muhsin ibn Ali (en) petit-fils                   | Muhsin ibn Ali (en) petit-fils | Muhsin ibn Ali (en) petit-fils |                                    |                                    | Hassan                             | Hassan                             | Hassan                             | Hassan                             | Hassan                          | Hassan                          |                                   |                                   | Hussein                                          | Hussein                                          | Hussein                                          | Hussein                                          | Hussein                                          | Hussein                                          |                                    |                                    | Oumm Khoulthoum                | Oumm Khoulthoum                | Oumm Khoulthoum               | Oumm Khoulthoum               | Oumm Khoulthoum               | Oumm Khoulthoum               |                                                 |                                                 | Zaynab bint Ali                                 | Zaynab bint Ali                                 | Zaynab bint Ali                                 | Zaynab bint Ali                                 | Zaynab bint Ali                    | Zaynab bint Ali                    |                                  |                                  | Safiya 10e ou 11e épouse*          | Safiya 10e ou 11e épouse*          | Safiya 10e ou 11e épouse*          | Safiya 10e ou 11e épouse*          | Safiya 10e ou 11e épouse*          | Safiya 10e ou 11e épouse*          |  |  |  |  |  |  |
|                                                  |                                                  |                                                  |                                                  |                                                  |                                                  |                                |                                |                                    |                                    |                                    |                                    |                                    |                                    |                                 |                                 |                                   |                                   |                                                  |                                                  |                                                  |                                                  |                                                  |                                                  |                                    |                                    |                                |                                |                               |                               |                               |                               |                                                 |                                                 |                                                 |                                                 |                                                 |                                                 |                                    |                                    |                                  |                                  |                                    |                                    |                                    |                                    |                                    |                                    |  |  |  |  |  |  |
|                                                  |                                                  |                                                  |                                                  |                                                  |                                                  |                                |                                |                                    |                                    |                                    |                                    |                                    |                                    |                                 |                                 |                                   |                                   |                                                  |                                                  |                                                  |                                                  |                                                  |                                                  |                                    |                                    |                                |                                |                               |                               |                               |                               |                                                 |                                                 |                                                 |                                                 |                                                 |                                                 |                                    |                                    |                                  |                                  |                                    |                                    |                                    |                                    |                                    |                                    |  |  |  |  |  |  |
|                                                  |                                                  | Abu Bakr                                         | Abu Bakr                                         | Abu Bakr                                         | Abu Bakr                                         | Abu Bakr                       | Abu Bakr                       |                                    |                                    | Sawda 2e ou 3e épouse*             | Sawda 2e ou 3e épouse*             | Sawda 2e ou 3e épouse*             | Sawda 2e ou 3e épouse*             | Sawda 2e ou 3e épouse*          | Sawda 2e ou 3e épouse*          |                                   |                                   | `Omar ibn al-Khattâb                             | `Omar ibn al-Khattâb                             | `Omar ibn al-Khattâb                             | `Omar ibn al-Khattâb                             | `Omar ibn al-Khattâb                             | `Omar ibn al-Khattâb                             |                                    |                                    | Oumm Salama 6e épouse          | Oumm Salama 6e épouse          | Oumm Salama 6e épouse         | Oumm Salama 6e épouse         | Oumm Salama 6e épouse         | Oumm Salama 6e épouse         |                                                 |                                                 | Juwayriya bint al-Harith 8e épouse              | Juwayriya bint al-Harith 8e épouse              | Juwayriya bint al-Harith 8e épouse              | Juwayriya bint al-Harith 8e épouse              | Juwayriya bint al-Harith 8e épouse | Juwayriya bint al-Harith 8e épouse |                                  |                                  | Maymuna 11e épouse*                | Maymuna 11e épouse*                | Maymuna 11e épouse*                | Maymuna 11e épouse*                | Maymuna 11e épouse*                | Maymuna 11e épouse*                |  |  |  |  |  |  |
|                                                  |                                                  | Abu Bakr                                         | Abu Bakr                                         | Abu Bakr                                         | Abu Bakr                                         | Abu Bakr                       | Abu Bakr                       |                                    |                                    | Sawda 2e ou 3e épouse*             | Sawda 2e ou 3e épouse*             | Sawda 2e ou 3e épouse*             | Sawda 2e ou 3e épouse*             | Sawda 2e ou 3e épouse*          | Sawda 2e ou 3e épouse*          |                                   |                                   | `Omar ibn al-Khattâb                             | `Omar ibn al-Khattâb                             | `Omar ibn al-Khattâb                             | `Omar ibn al-Khattâb                             | `Omar ibn al-Khattâb                             | `Omar ibn al-Khattâb                             |                                    |                                    | Oumm Salama 6e épouse          | Oumm Salama 6e épouse          | Oumm Salama 6e épouse         | Oumm Salama 6e épouse         | Oumm Salama 6e épouse         | Oumm Salama 6e épouse         |                                                 |                                                 | Juwayriya bint al-Harith 8e épouse              | Juwayriya bint al-Harith 8e épouse              | Juwayriya bint al-Harith 8e épouse              | Juwayriya bint al-Harith 8e épouse              | Juwayriya bint al-Harith 8e épouse | Juwayriya bint al-Harith 8e épouse |                                  |                                  | Maymuna 11e épouse*                | Maymuna 11e épouse*                | Maymuna 11e épouse*                | Maymuna 11e épouse*                | Maymuna 11e épouse*                | Maymuna 11e épouse*                |  |  |  |  |  |  |
|                                                  |                                                  |                                                  |                                                  |                                                  |                                                  |                                |                                |                                    |                                    |                                    |                                    |                                    |                                    |                                 |                                 |                                   |                                   |                                                  |                                                  |                                                  |                                                  |                                                  |                                                  |                                    |                                    |                                |                                |                               |                               |                               |                               |                                                 |                                                 |                                                 |                                                 |                                                 |                                                 |                                    |                                    |                                  |                                  |                                    |                                    |                                    |                                    |                                    |                                    |  |  |  |  |  |  |
|                                                  |                                                  | Aïcha 3e épouse                                  | Aïcha 3e épouse                                  | Aïcha 3e épouse                                  | Aïcha 3e épouse                                  | Aïcha 3e épouse                | Aïcha 3e épouse                |                                    |                                    | Zaynab 5e épouse                   | Zaynab 5e épouse                   | Zaynab 5e épouse                   | Zaynab 5e épouse                   | Zaynab 5e épouse                | Zaynab 5e épouse                |                                   |                                   | Hafsa 4e épouse                                  | Hafsa 4e épouse                                  | Hafsa 4e épouse                                  | Hafsa 4e épouse                                  | Hafsa 4e épouse                                  | Hafsa 4e épouse                                  |                                    |                                    | Zaynab 7e épouse               | Zaynab 7e épouse               | Zaynab 7e épouse              | Zaynab 7e épouse              | Zaynab 7e épouse              | Zaynab 7e épouse              |                                                 |                                                 | Ramlah bint Abi Sufyan 9e épouse                | Ramlah bint Abi Sufyan 9e épouse                | Ramlah bint Abi Sufyan 9e épouse                | Ramlah bint Abi Sufyan 9e épouse                | Ramlah bint Abi Sufyan 9e épouse   | Ramlah bint Abi Sufyan 9e épouse   |                                  |                                  | Maria la Copte 13e épouse          | Maria la Copte 13e épouse          | Maria la Copte 13e épouse          | Maria la Copte 13e épouse          | Maria la Copte 13e épouse          | Maria la Copte 13e épouse          |  |  |  |  |  |  |
|                                                  |                                                  | Aïcha 3e épouse                                  | Aïcha 3e épouse                                  | Aïcha 3e épouse                                  | Aïcha 3e épouse                                  | Aïcha 3e épouse                | Aïcha 3e épouse                |                                    |                                    | Zaynab 5e épouse                   | Zaynab 5e épouse                   | Zaynab 5e épouse                   | Zaynab 5e épouse                   | Zaynab 5e épouse                | Zaynab 5e épouse                |                                   |                                   | Hafsa 4e épouse                                  | Hafsa 4e épouse                                  | Hafsa 4e épouse                                  | Hafsa 4e épouse                                  | Hafsa 4e épouse                                  | Hafsa 4e épouse                                  |                                    |                                    | Zaynab 7e épouse               | Zaynab 7e épouse               | Zaynab 7e épouse              | Zaynab 7e épouse              | Zaynab 7e épouse              | Zaynab 7e épouse              |                                                 |                                                 | Ramlah bint Abi Sufyan 9e épouse                | Ramlah bint Abi Sufyan 9e épouse                | Ramlah bint Abi Sufyan 9e épouse                | Ramlah bint Abi Sufyan 9e épouse                | Ramlah bint Abi Sufyan 9e épouse   | Ramlah bint Abi Sufyan 9e épouse   |                                  |                                  | Maria la Copte 13e épouse          | Maria la Copte 13e épouse          | Maria la Copte 13e épouse          | Maria la Copte 13e épouse          | Maria la Copte 13e épouse          | Maria la Copte 13e épouse          |  |  |  |  |  |  |
|                                                  |                                                  |                                                  |                                                  |                                                  |                                                  |                                |                                |                                    |                                    |                                    |                                    |                                    |                                    |                                 |                                 |                                   |                                   |                                                  |                                                  |                                                  |                                                  |                                                  |                                                  |                                    |                                    |                                |                                |                               |                               |                               |                               |                                                 |                                                 |                                                 |                                                 |                                                 |                                                 |                                    |                                    |                                  |                                  |                                    |                                    |                                    |                                    |                                    |                                    |  |  |  |  |  |  |
|                                                  |                                                  |                                                  |                                                  |                                                  |                                                  |                                |                                |                                    |                                    |                                    |                                    |                                    |                                    |                                 |                                 |                                   |                                   |                                                  |                                                  |                                                  |                                                  |                                                  |                                                  |                                    |                                    |                                |                                |                               |                               |                               |                               |                                                 |                                                 |                                                 |                                                 |                                                 |                                                 |                                    |                                    |                                  |                                  | Ibrahim fils                       |                                    |                                    |                                    |                                    |                                    |  |  |  |  |  |  |

- Notez que la lignée directe est marquée en gras.
- * Indique que l'ordre du mariage est contesté.